# Georges Eekhoud

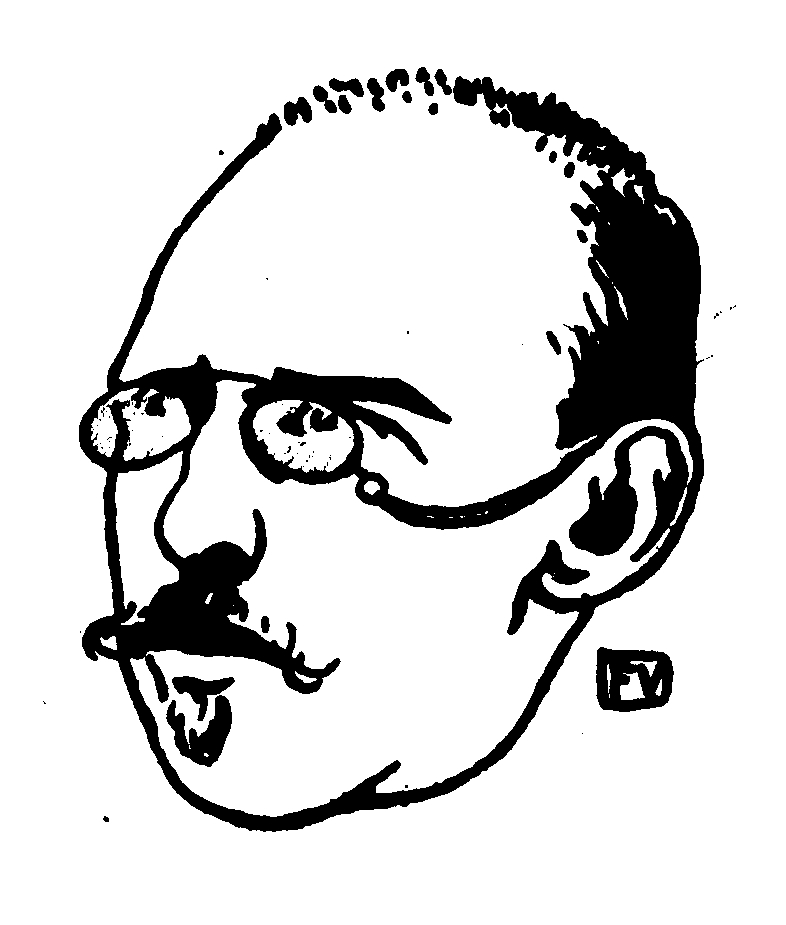
Georges Eekhoud.

Georges Eekhoud (Amberes, 27 de mayo de 1854 – Schaerbeek, 29 de mayo de 1927) fue un novelista belga de ascendencia flamenca, pero que escribió en francés. 
Eekhoud fue un regionalista conocido sobre todo por su habilidad para representar escenas de la vida cotidiana rural y urbana. Tendía a retratar el lado oscuro del deseo humano y escribir sobre marginados sociales y las clases trabajadoras. 

## Primeros años y obras
Miembro de una familia de bastante buena posición, perdió a sus padres siendo un muchacho joven. Cuando se hizo adulto comenzó a trabajar para un periódico. Primero como corrector, más tarde contribuyó con un serial. En 1877, la generosidad de su abuela permitió al joven Eekhoud publicar sus primeros dos libros, Myrtes et Cyprès y Zigzags poétiques, ambos volúmenes de poesía. A comienzos de los años 1880, Eekhoud intervino en varios movimientos artísticos franco-belgas modernos, como Les XX (=Los veinte) y La Jeune Belgique (=Joven Bélgica). Kees Doorik, su primera novela fue publicada en 1883, sobre la vida salvaje de un duro trabajador del campo que cometió un asesinato. El destacado editor librepensador Henri Kistemaeckers publicó una segunda edición tres años más tarde. Eekhoud recibió alguna alabanza reservada de autores famosos como Edmond de Goncourt y Joris-Karl Huysmans quienes enviaron cada uno de ellos una carta personal a Eekhoud. Por su segundo libro en prosa, Kermesses (= Ferias, 1884), no sólo Goncourt y Huysmans lo elogiaron, sino también Émile Zola, sobre el que Eekhoud había escrito un artículo en 1879. 
En 1886 fue publicada su novela Les milices de Saint-François (= Los soldados de san Francisco Javier). Para entonces el tema establecido de Eekhoud era la Campien rural, un distrito de granjeros pobres al este de Amberes. Tenía un estilo propio permeado con el entusiasmo por los jóvenes trabajadores pícaros y sus vidas de riñas. Su novela más famosa, La nouvelle Carthage (= Nueva Cartago) fue publicada en su forma definitiva en 1893, y reeditada muchas veces. También ha sido traducida al inglés, alemán, holandés, ruso y rumano. La rústica Campine fue reemplazada en este libro por la vida brutal de amor y muerte en la metrópolis portuaria de Amberes y su sucia industria.

## Escal-Vigor
En 1899 Eekhoud ofreció a sus lectores una novela nueva y desafiante, Escal-Vigor. Es el nombre del castillo de su protagonista, el conde Enrique de Kehlmark, pero contiene el nombre de 'Escaut', palabra francesa que designa al río Escalda, y 'Vigor', forma latina que significa poder. Muchos de sus lectores quedaron atónitos, porque el libro se dedica al amor entre hombres. Según Mirande Lucien, biógrafo de Eekhoud, Escal-Vigor era el libro de un hombre que quería hablar de sí mismo con toda libertad. Escal-Vigor es un texto lineal y homogéneo. La historia progresa sin distracciones hacia su escena final de martirio, el momento en que los cuerpos torturados testifican la justeza de su causa. En cuanto a su composición, Escal-Vigor es la menos decadente de las obras de Eekhoud. Eekhoud hace mucho menos uso de las palabras elaboradas y anticuadas que hacían que el lector se detuviera y se preguntara.
Una novela clara y resuelta sobre la homosexualidad, Escal-Vigor se encaminaba directamente hacia los problemas. Aunque la mayor parte de los críticos la recibieron bien, como Rachilde y Eugène Demolder, le presentaron una demanda contra ella. Sin embargo, una corriente de protesta, especialmente vociferante debido a numerosas celebridades literarias, y un hábil abogado con aspiraciones literarias, Edmond Picard, lograron que se absolviera a Eekhoud.

## Años posteriores de Eekhoud
Novelas y relatos posteriores, como L'Autre Vue (1904) y Les Libertins d'Anvers (= Libertinos de Amberes, 1912) también contiene nociones de homosexualidad o a veces solo insinuaciones de admiración hacia lo masculino, p.e. Dernières Kermesses (1920). Eekhoud tuvo correspondencia con Jacques d'Adelswärd-Fersen y contribuyó a su suntuosa publicación mensual literaria Akademos (1909). También influyó al joven Jacob Israël de Haan, que escribió varios poemas sobre temas de su colega belga de mayor edad, especialmente La Nouvelle Carthage y Les Libertines d'Anvers. Eekhoud por su parte escribió el prefacio de la novela sadomasoquista Pathologieën (= Patologías, 1908), escrita por De Haan. 
Eekhoud siguió siendo un autor respetado hasta que adoptó una posición marcadamente pacifista en la Primera Guerra Mundial que desoló Bélgica, después de la cual decayó su estrella. En los años veinte sus libros comenzaron a ser de nuevo reeditados. 
Eekhoud dejó un voluminoso diario (1895-1927) de alrededor de cinco mil páginas, que ha sido adquirido por la Biblioteca Real de Bruselas en 1982. Varias bibliotecas belgas contienen extensas colecciones de correspondencia.

## Interés moderno
Actualmente ha disfrutado de atención, especialmente el aspecto homosexual de sus obras. Escal-Vigor ha sido reeditado en 1982, y la correspondencia de Eekhoud, parcialmente homoerótica, con el periodista Sander Pierron fue publicada diez años después. Este libro, una biografía detallada y una elección de sus obras fueron editadas por Mirande Lucien. 